# Palestyna w kalifacie Ummajjadów
Palestyna w kalifacie Ummajjadów przebywała w okresie od 661 do 750 roku.

## Historia

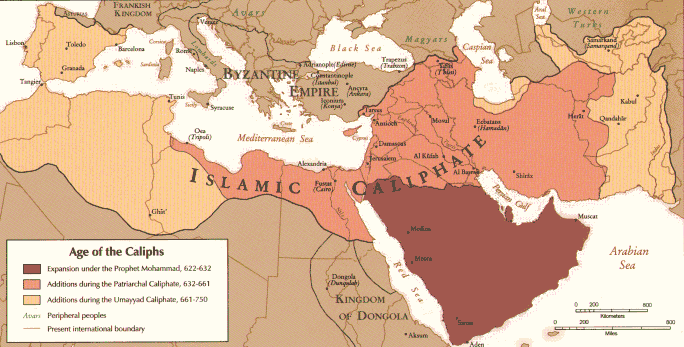
Ekspansja kalifatu w latach 622-750.

### Rys ogólny
Gdy w 661 roku zamordowano kalifa Ali ibn Abi Taliba, w świecie Islamu doszło do sporu o sukcesję. Nowym kalifem został niespokrewniony z Mahometem Mu’awija I ibn Abu Sufjan, który w owym czasie był gubernatorem Syrii i dowodził największą muzułmańską armią. Był on założycielem dynastii kalifów Ummajjadów. Przeniósł on stolicę kalifatu do Damaszku.
Jego przeciwnicy odeszli od nurtu szyickiego, dając początek sunnityzmowi.
Kalifat Umajjadów obejmował rozległe tereny Syrii, Palestyny, Egiptu, Półwyspu Arabskiego, Mezopotamii i większości ziem Iranu. Zajęto Libię i Mauretanię w Afryce Północnej (697 rok), Hiszpanię (718) oraz bizantyjską Azję Mniejszą.
Umajjadzi przekształcili kalifat w monarchię absolutną. Godność kalifacka stała się dziedziczna. Rządy oparto na arabskich szejkach, członkach własnego klanu oraz dawnej perskiej i bizantyjskiej arystokracji. Stworzono system komunikacji pocztowej, zaczęto bić jednolitą monetę oraz wprowadzono język arabski jako urzędowy we wszystkich prowincjach.

### Historia Palestyny
Cała Palestyna weszła w skład arabskiego kalifatu Ummajjadów. Żydzi cieszyli się w tym okresie względnie dużą wolnością wśród Arabów. Żydzi bardzo szybko przyswoili sobie język arabski i częściowo asymilowali się z napływową ludnością arabską.
Dynastia Umajjadów, sprawująca z Damaszku władzę nad Palestyną, z powodów politycznych chciała posłużyć się Jerozolimą, aby pomniejszyć znaczenie Arabii. Kalif Omar zmienił nazwę miasta na Al-Quds i ogłosił je trzecim, co do ważności (po Mekce i Medynie) świętym miastem Muzułmanów.
W 691 wybudowano w Jerozolimie na Wzgórzu Świątynnym meczet Omara.
W 716 roku kalif Suleiman utworzył w Ramli stolicę administracyjną kraju.
Umajjadzi zostali obaleni przez dynastię Abbasydów po porażce w bitwie nad rzeką Zab w 750, a większość ich klanu została wymordowana. Jednocześnie rok 750 to początek rządów Abbasydów w Palestynie.